# Sonia Dersion
Sonia Dersion, née le 14 janvier 1971, est une chanteuse française de zouk.

## Biographie
Sonia Dersion est originaire de la Martinique et de la Guadeloupe. Elle grandit en Bretagne "dans un environnement rural" où elle découvre les sonorités celtiques et le folklore de la région. Cependant, ses voyages réguliers aux Antilles lui permettent de s'imprégner de la culture locale. Inspirée par son père guitariste et sa tante, la chanteuse et actrice Joby Valente, elle se met au chant. C'est en 1993 qu'elle est choisie pour intégrer la formation GEANT'S fondée par Joël Grédoire. Le titre Tou Piti sur le premier album GEANT'S la révèle au public en 1995.
Son premier album Tout va bien, sorti en 1997, s'est vendu à plus de 80 000 exemplaires avec le succès du morceau Natirèl, sacré en septembre 2000 comme meilleur titre de l'année 1999 aux Tropical Music Awards.
Son second album Initiation, réalisé par Willy Salzedo, est un opus teinté de musiques du continent africain et de rythmes RnB inspiré par Kaysha. Ainsi, après de nombreuses collaborations avec, entre autres, Richard Birman, Tony Deloumeau, Jean-Michel Rotin, Tanya St Val, Zouk Machine, Thierry Cham, Sonia participe aussi à des projets humanitaires tel que l'album Nouveau Monde destiné aux enfants défavorisés.
En 2003, elle enregistre avec Jocelyne Labylle et Leila Chicot la chanson Tu disais. Cette chanson est écrite par Jocelyne Labylle .
Signée chez Créon Music (Aztec Musique à partir de 2006), elle collabore à nouveau avec Joël Grédoire et sort l'album Les 4 saisons de Sonia Dersion en 2004. 
En 2012, Sonia Dersion vit désormais en Angleterre. Elle fonde sa propre société de production A-Ka'y Music Ltd avec Jon Harris (Number 9 MPA). Le but de cette entreprise est "de produire de la musique de Sonia et le rendre disponible à ses fans dans le monde entier, avec un objectif parallèle de nourrir de nouveaux artistes et de les aider à libérer et promouvoir leur travail." Elle sort le double CD "Célébration with Roses" dont est issue la chanson "Sweet DJ". 
En 2019, Sonia Dersion intègre la troupe d'artistes Générations Zouk qui célèbre les 40 ans du Zouk lors d'une tournée dans les territoires d'Outre-Mer et en France.

## Discographie

### Albums studio
1. Abandoné
2. May Day (feat. Jean-Michel Rotin)
3. Natirèl
4. Mew Envi
5. Padon On Fwa
6. Automne
7. New Zouk

8. Ballade D'un Soir
1. Prélude Au Sahara (Intro)
2. Kimbé
3. Poésie
4. On Jou
5. Pa Fenn'
6. Jeux D'enfant
7. Sacrifice
8. Envi
9. Invocation
10. Bon Moment

11. C'est L'air Du Temps
1. Intro (Benzo)
2. Tes Vacances Avec Moi
3. Trop Souvent
4. Tu Le Seras
5. Jeannot
6. Mama Lévé
7. Compas
8. Interlude (Piano)
9. Un Rêve, Un Irréel
10. Hélicoptère
11. Interlude (Tambour)
12. Urgence
13. On Mosso Twèl
14. I Baw
15. Petit Roi
16. Cœur Soleil
17. Mon Île
18. Nouveau Jour
19. Compas

20. Outro